# Jeeves and Wooster
Jeeves and Wooster is een Britse komische televisieserie op basis van P.G. Wodehouse' Jeeves-verhalen. De serie werd tussen 1990 en 1993 uitgezonden op ITV.
De hoofdrollen waren voor Hugh Laurie als Bertie Wooster, een vrolijke doch leeghoofdige jongeheer, en Stephen Fry als Jeeves, zijn onwaarschijnlijk goed geïnformeerde persoonlijke bediende. De serie speelt zich af in het vooroorlogse Engeland en de Verenigde Staten, met elementen van periodes tussen 1900 en 1940.
Wooster is een welgestelde vrijgezel, en hij en zijn vrienden worden op allerlei manieren geholpen door de geniale Jeeves. Deze situaties doen zich voor doordat jongeren, in de tijd waarin de serie speelt, veelal afhankelijk waren van ooms en tantes die zich met alles bemoeiden. Als bijvoorbeeld een vriend van Wooster verliefd werd, had die Jeeves' hulp nodig voor een truc om ervoor te zorgen dat een oom toestemming gaf om te trouwen. De komische gevolgen hiervan en het oplossen van de problemen vormen de verhaallijn.
Er werden in totaal 23 afleveringen gemaakt, die inmiddels op dvd zijn verschenen.

## Trivia
- Bertie Wooster rijdt in een Aston Martin uit de vroege jaren 30.
- Omdat de hoofdrolspelers vrij lang zijn (Fry is 1,93m; Laurie 1,87m) zijn de andere acteurs gekozen met hun lengte in het achterhoofd; ze zijn bijna allemaal ook lang.
- In de serie is Wooster een goede pianist, terwijl dat in de boeken van Wodehouse nooit genoemd wordt. Wooster speelt vaak humoristische liedjes, terwijl Jeeves liever ziet dat zijn baas een geschiktere hobby zoekt.
- De serie is opgenomen op Highclere Castle in het graafschap Hampshire